# Florida
För andra betydelser, se Florida (olika betydelser).
Florida är en amerikansk delstat belägen i sydöstra USA. Florida gränsar till Mexikanska golfen i väst och delstaterna Alabama och Georgia i norr samt Atlanten i öst. Med en uppskattad befolkning på 19 890 000 år 2014 är det den fjärde folkrikaste delstaten i landet. Med en yta på 170 305 km² rankas Florida som 22:a i storlek bland de 50 amerikanska delstaterna. Delstatens huvudstad är Tallahassee, dess största stad är Jacksonville, och South Florida huvudstadsregion är det största storstadsområdet i sydöstra USA.
Mycket av delstaten Florida ligger på en halvö mellan Mexikanska golfen, Atlanten och Floridasundet. Geografin präglas av dess kustlinje, ständigt nära till vatten och med frekventa orkaner. Florida har den längsta kustlinjen i kontinentala USA och omfattar cirka 2 170 km, borträknat dess många öar. Stora delar av delstaten är vid eller nära havsytan (den högsta naturliga punkten är 105 meter över havet på Britton Hill, den lägsta höjdpunkten av alla delstater i USA) och dess terräng präglas av sedimentära jordar. Klimatet varierar från subtropiskt i norr till tropiskt i söder. Floridas typiska djur, som den amerikanska alligatorn och floridapantern hittas i Everglades, en av de mest berömda nationalparkerna i världen. Manater (ett sirendjur) finns utmed kusterna samt i grunda floder.
Landet har varit bebott i åtminstone 14 000 år, främst av amerikansk ursprungsbefolkning. Alltsedan den första europeiska kontakten gjordes 1513 av spanska upptäcktsresanden Juan Ponce de León, som döpte området till La Florida ("Blommigt land") vid landstigningen där under påsken, Pascua Florida, har Florida varit en bosättning för de europeiska koloniala makterna innan man fick status som självständig delstat i USA 1845. Florida var den huvudsakliga platsen för Seminolekrigen mot indianerna och rassegregationen efter det amerikanska inbördeskriget. Idag utmärker sig delstaten med sitt stora latinamerikanska samhälle och höga befolkningstillväxt, liksom dess ökande miljöhänsyn. 

## Historia
Florida upptäcktes av spanjoren Juan Ponce de León på påskdagen (spanska Pascua florída, "blommande påsk") 1512 och fick därav sitt namn. 1566 grundlade spanjorerna staden St. Augustine, som är USA:s äldsta ännu bebodda stad och 2015 firade 450-årsjubileum. Spanjorerna var inte särskilt intresserade av Florida, då de inte kunde finna naturtillgångar av något större värde, därför lämnades landet som fransk koloni. Genom freden i Paris 1763 övertog Storbritannien Florida. 1783 återlämnades det till spanjorerna, som i det så kallade Floridaköpet den 22 februari 1819 sålde området till USA för fem miljoner dollar.
År 1822 organiserades Florida som amerikanskt territorium. Vid denna tidpunkt bestod den vita befolkningen av cirka 10 000 personer mot cirka 4 000 indianer. 1842 deporterades indianerna till andra sidan av Mississippifloden. Senare har sex indianreservat inrättats i Florida. Den 3 mars 1845 blev Florida USA:s 27:e delstat och fick sin flagga år 1900. Dess röda andreaskors minner om den brittiska kolonialtiden; samma kors utgör nämligen en del av Storbritanniens flagga.
Under amerikanska inbördeskriget stred Florida på sydstaternas sida.

## Geografi

Topografisk karta.

### Läge och naturformer
Florida ligger mellan 24° 31' och 31° nordlig breddgrad samt 79° 48' och 87° 38' västlig längdgrad och består av en 700 km lång, cirka 150 km bred halvö mellan Atlanten och Mexikanska viken jämte en kuststräcka längs nämnda vik. Florida gränsar i norr till Georgia och Alabama och i väster till sistnämnda stat. Genom Floridasundet är halvön i söder skild från Kuba och Bahamas. 
Floridas areal är 170 451 km², därav 30 486 km² vatten. 35 % av landarealen är outnyttjad skog.
Florida är den lägsta delen av USA:s område med en höjd av i medeltal endast 30 meter över havet och överstiger inte 105 m. Den 2 000 km långa kusten är vid Atlanten och Floridasundet kantad av dyner och sandbankar samt lagunbildningar och är nästan helt utan hamnar. Däremot bildar Mexikanska viken flera vikar och bukter, såsom Whitewater Bay, Charlotte Harbor, Tampa Bay och Pensacolaviken. I söder omges halvön av en 320 km lång båge av små kalkstens- och korallöar, Florida Keys, bland vilka man urskiljer flera grupper, såsom Key Biscayne, Key Largo, Vaccas Keys, Pine Islands, Key West, Marquesas Keys och Tortugas Keys. Viktigast är Key West-gruppen. 
Florida var ännu i mellersta tertiärtiden en ö eller en grupp öar, vilka liksom Bahamaöarna hörde till västindiska övärlden, men har senare genom landhöjning fogats ihop med kontinenten. Den fasta berggrunden är över hela Florida kalksten, i vilken finns talrika karstbildningar: stora, mestadels med vatten fyllda grottor, doliner, jättekällor, bland annat den 54 meter djupa Wakulla-källan vid S:t Marks och Silverkällan vid Ocala, som är 24 meter djup och 180 meter bred. 
En mängd sjöar och träsk förekommer, ofta beroende på att hålor störtat in. De största är Okeechobeesjön  (2 600 km², med endast 6 m djup), Apopkasjön (310 km²) och Georgesjön (400 km²) som genomflyts av S:t Johnsfloden, Floridas längsta, 439 km. Det största, och mest kända träskområdet är Everglades söder om Okeechobeesjön, vilka står i förbindelse med varandra genom underjordiska kanaler.  Det utgör ett 257 km långt och nära 100 km brett, men endast 0,3–1 m djupt träskområde som ligger 2,5 meter över havet Nästan överallt är det bevuxet med vass (halvgräset Cladium effusum) och har alltefter årstid och vindriktning växlande avlopp, Atlanten eller Mexikanska viken.

### Klimat
Florida har till största del ett fuktigt subtropiskt klimat, bortsett från den södra delen bortom Lake Okeechobee som har tropiskt klimat. Under sommaren är det hett och luftfuktigheten är mycket hög med temperaturer stadigt på cirka 31–33 °C dagtid och runt 23–27 °C på natten. Under sommaren är åskskurar under eftermiddagarna mycket vanliga, dock kommer solen oftast tillbaka lika fort som den försvann. 
Orkansäsongen sträcker sig från juni till slutet av november. Under dessa månader kan väldiga tropiska stormar dra förbi Florida och regnen kan vara överväldigande tillsammans med vindarna. Under vinterhalvåret från december till mars är temperaturen och luftfuktigheten något lägre, särskilt i den nordligaste delen. Det är den tiden på året som många väljer att besöka Florida.
Florida har fler blixnedslag och åska än alla andra delstater i USA; därför har smeknamnet "solskensstaten" fått kritik. Ändå har Florida cirka 3 000 solskenstimmar om året. Florida och Hawaii är de delstater i USA som drabbas minst av snö. Det händer att det lokalt faller några snöflingor eller snöblandat regn i norra Florida under vinterhalvåret, men det är historiskt sett mycket ovanligt med ett snötäcke. I januari 2025 drabbades däremot de norra delarna av Florida av ett kraftigt snöväder som gav ett snötäcke på flera platser. I Milton, nära Pensacola i nordväst, uppmättes preliminärt 22 centimeters snödjup, vilket var det högsta uppmätta någonsin i Florida.
Luftfuktigheten i Florida är mycket hög, den kan nå närmare 100 % under sommaren, vilket får luften att kännas varmare än den är; dock är den genomsnittliga luftfuktigheten runt 70–90 procent på sommaren och något lägre resten av året. Under sommaren och tidiga hösten faller mest nederbörd i mellersta och södra Florida, oftast som åska, medan vintrarna är betydligt torrare. I norr är nederbörden nästan jämnt fördelad på alla månader. Årsnederbörden varierar mellan ställena, dock från cirka 975 upp till cirka 1600 mm.
| Högsta och lägsta normala temperaturer över olika delar av Florida (°C) |       |       |       |       |       |       |       |       |       |       |       |       |
| Stad                                                                    | Jan   | Feb   | Mar   | Apr   | Maj   | Jun   | Jul   | Aug   | Sep   | Okt   | Nov   | Dec   |
| Tallahassee                                                             | 18/4  | 19/6  | 23/9  | 27/12 | 31/17 | 33/21 | 33/23 | 33/23 | 32/21 | 27/14 | 23/9  | 19/6  |
| Jacksonville                                                            | 18/7  | 19/8  | 23/12 | 26/14 | 29/19 | 32/22 | 32/23 | 32/23 | 30/22 | 26/17 | 22/13 | 18/8  |
| Orlando                                                                 | 22/10 | 23/11 | 26/13 | 28/16 | 31/19 | 33/22 | 33/23 | 33/23 | 32/22 | 29/18 | 26/15 | 23/12 |
| Miami                                                                   | 24/16 | 26/16 | 27/18 | 29/20 | 31/22 | 32/24 | 33/25 | 33/24 | 33/24 | 29/22 | 27/20 | 26/17 |
| Key West                                                                | 24/18 | 24/19 | 26/21 | 28/22 | 29/24 | 31/26 | 32/27 | 32/26 | 31/26 | 29/24 | 27/22 | 25/19 |
| Weather.com                                                             |       |       |       |       |       |       |       |       |       |       |       |       |

### Flora och fauna
Växt- och djurvärlden utmärks av en blandning av tempererade och tropiska former. Karaktärsträd är ekarten Quercus virens, palmen Sabal palmetto och tallen Pinus australis; dessutom märks alltid gröna ljungarter (till exempel den trädartade Accinium arboreum, som förenar denna region med Mississippiskogarna), mahogny, järnträd (Reynosia latifolia), sju arter magnolior och en mängd epifyter. I södra Floridas träskområden växer amerikansk mangrove (Rhizophora mangle). Södra Florida hör i floristiskt avseende snarare till Antillerna än till de atlantiska sydstaterna. 
I Florida finns många olika djurarter, bland annat räv, utter (Lontra canadensis), hjort, svartbjörn, puma, bältor (närmare bestämt niobandad bälta, Dasypus novemcinctus) och ett stort antal arter av vattenfåglar. Även alligatorer finns i delstaten. De lever i floder och sjöar, men var nära att utrotas under senare delen av 1800-talet. 1880–1894 dödades 2,5 miljoner alligatorer då efterfrågan på alligatorskinn var mycket stor liksom jakten på djuren. 
Bland insekterna kan nämnas moskiter samt många arter av myror.

## Administrativ indelning
Florida består av 8 regioner som i sin tur delas in i 67 counties. Det största av dessa är Palm Beach County (5 102 km2 landyta), det minsta är Union County (631 km2). Den största befolkningen finns i Miami-Dade County, som har 2,7 miljoner invånare (2020).

### Indianreservat
Inom delstaten finns totalt fem mindre indianreservat: 
- Big Cypress Indian Reservation
- Brighton Seminole Indian Reservation
- Hollywood Seminole Indian Reservation
- Miccosukee Indian Reservation
- Tampa Indian Reservation

## Ekonomi
Floridas ekonomi bygger huvudsakligen på turism, jordbruk och transporter som utvecklades i slutet av 1800-talet. Florida är också känt för sina nöjesparker, apelsinproduktion och Kennedy Space Center.

### Nöjesparkerna
När turister från USA:s nordligare delstater började upptäcka Florida som semesterdestination startades många så kallade "roadside attractions", ofta små parker som bjöd på varierande underhållning. Besökare som kom med bil körde på långsamma landsvägar och det var längs dessa som grunden för Florida som nöjescentrum lades. Exempel på den här typen av attraktioner som fortfarande lever kvar är Gatorland i Orlando och Weeki Wachee Springs, en naturlig källa där kvinnor utklädda till sjöjungfrur uppträder under vatten.
När Walt Disney World startade sin första park 1971 kom detta att fullkomligt rita om kartan i centrala Florida. Magic Kingdom blev starten på något helt nytt, en förändring som till och med kom att hota mer kända turistmål i södra Florida. Efter Disneys första park följde Epcot (1982), Disney-MGM Studios (1989) och Disney's Animal Kingdom (1998). SeaWorld blev nästa stora park (1973). Universal följde efter med två parker: Först Universal Studios Florida (1990), därefter Islands of Adventure (1999). Av dessa sju parker (ofta kallade "The Big Seven") är Disney-parkerna de mest besökta.

## Demografi

### Städer
Floridas tio folkrikaste städer: 
- Jacksonville - 794 555 (2006)[13]
- Miami - 404 048
- Tampa - 332 888
- Saint Petersburg - 248 098
- Orlando - 220 186
- Hialeah - 217 141
- Fort Lauderdale - 185 804
- Tallahassee - 154 717
- Cape Coral - 151 389
- Pembroke Pines - 150 064

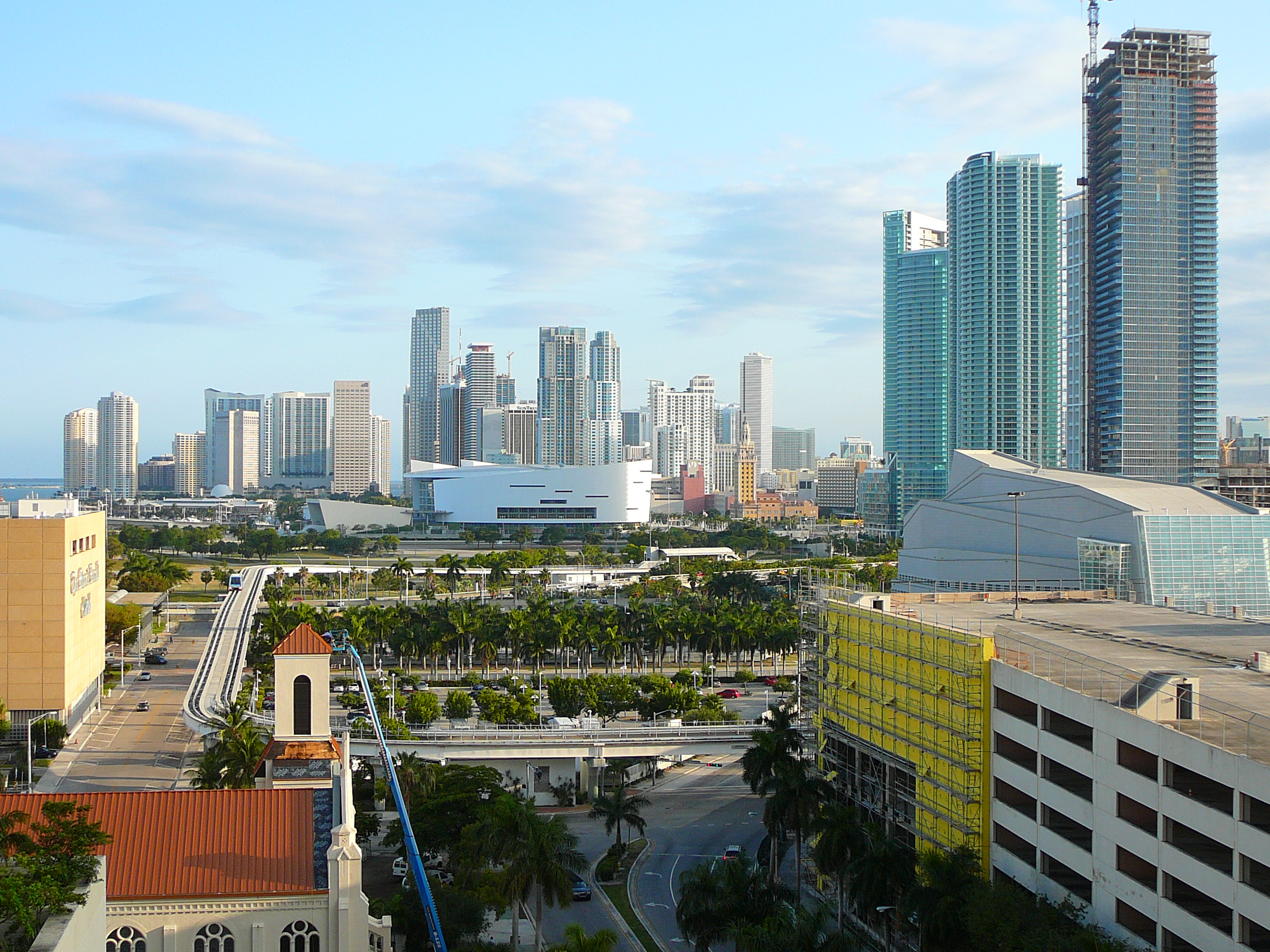
Miami.

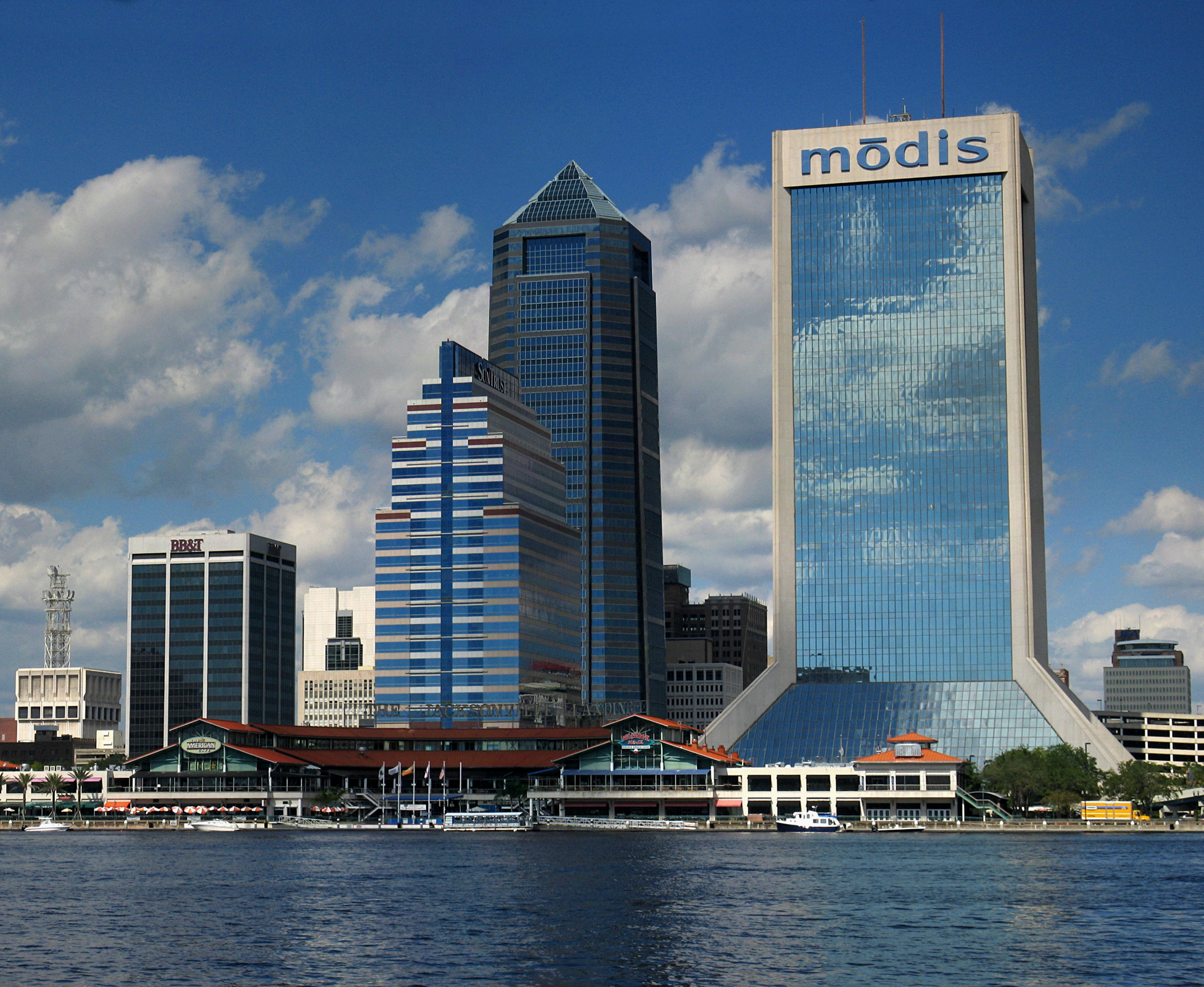
Jacksonville.

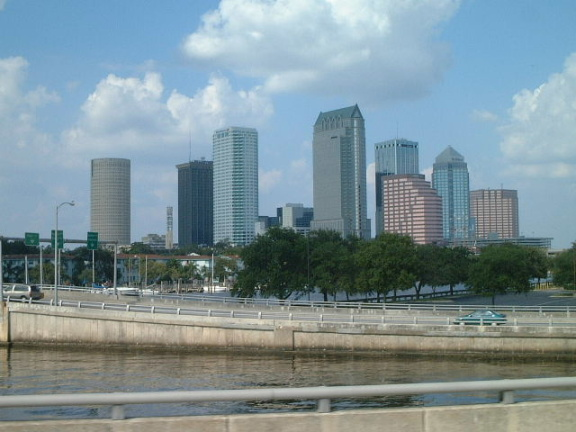
Tampa.

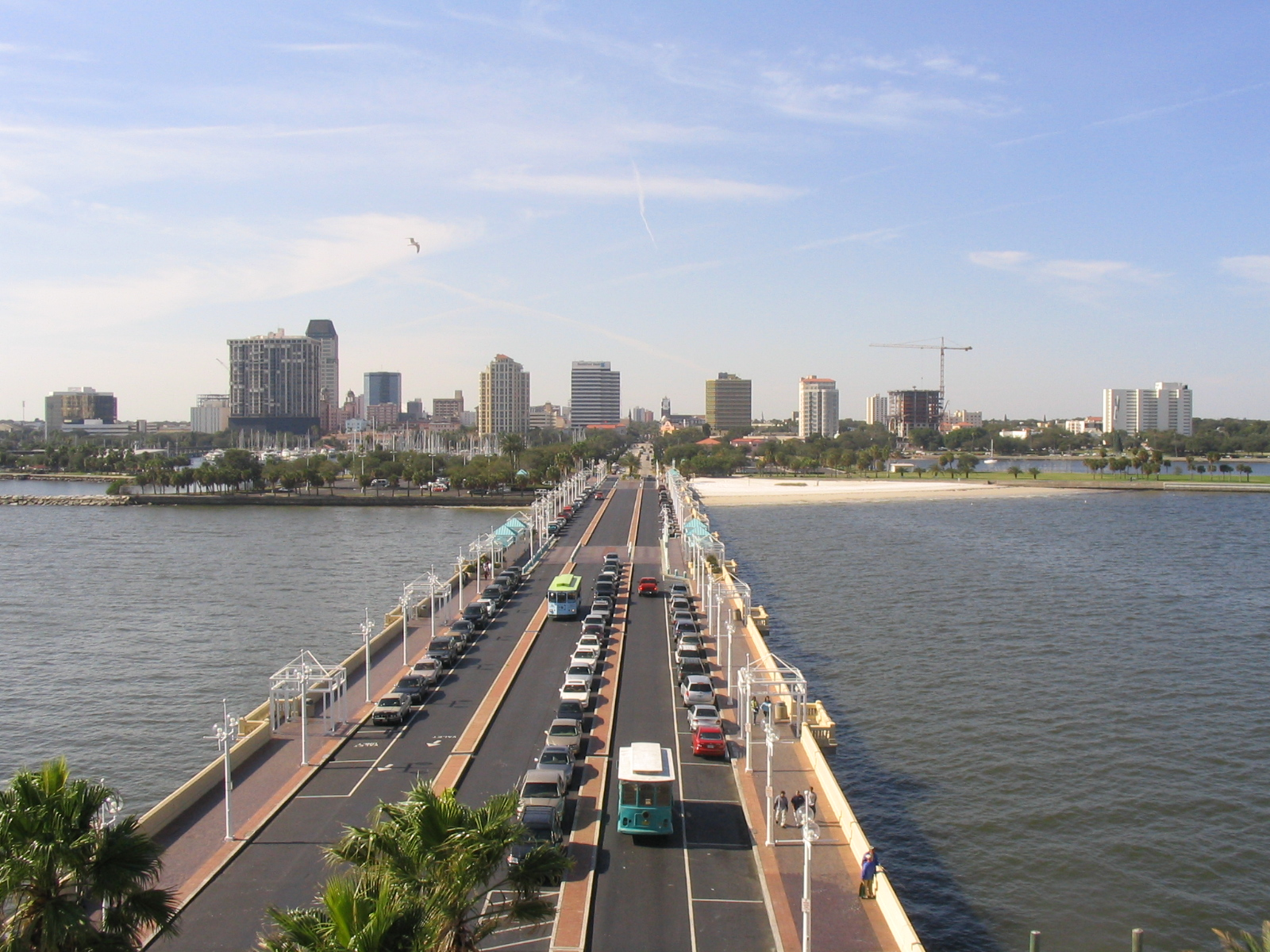
St Petersburg.

Flera av städernas bebyggelse har vuxit samman och bildat så kallade storstadsområden:
- Miami-Fort Lauderdale-Miami Beach - 5 463 857 (2006)[14]
- Tampa-St. Petersburg-Clearwater - 2 697 731
- Orlando-Kissimmee - 1 984 855
- Jacksonville - 1 277 997

## Kultur
Floridas kultur är en återspegling av influenser och multipelt arv. Indianska, euroamerikanska, afroamerikanska och latinamerikanska arv finns i arkitektur och mat.
Florida har lockat många författare som Marjorie Kinnan Rawlings, Ernest Hemingway och Tennessee Williams och fortsätter att locka kändisar och idrottsmän. Det är internationellt känt för tennis, golf, bilsporter och vattensporter.

### Sport
Professionella lag i de stora lagsporterna:
NFL – amerikansk fotboll
- Jacksonville Jaguars
- Tampa Bay Buccaneers
- Miami Dolphins

NBA - basketboll
- Orlando Magic
- Miami Heat

NHL - ishockey
- Tampa Bay Lightning
- Florida Panthers

MLB - baseboll
- Tampa Bay Rays
- Miami Marlins

AFL - inomhusfotboll
- Orlando Predators
- Tampa Bay Storm

### Några kända personer från Florida
- Ashley Greene, skådespelerska
- Ariana Grande, sångerska
- Cannonball Adderley, jazzsaxofonist
- Ray Charles, sångare, pianist (men född i Georgia)
- Faye Dunaway, skådespelerska
- Gloria Estefan, sångerska (men född på Kuba)
- Flo Rida, sångare
- Andy García, skådespelare (men född på Kuba)
- Lynyrd Skynyrd, rockband
- William H. Macy, skådespelare
- Tom Petty, sångare och musiker
- Sidney Poitier, skådespelare
- Burt Reynolds, skådespelare (men född i Michigan)
- Joseph Stilwell, general
- T-Pain, sångare
- Charles Trippy, YouTube-personlighet
- Ernest Hemingway, författare och nobelpristagare som bodde större delen av sitt författarliv på Key West
- XXXTentacion, rappare och låtskrivare som föddes i Plantation och dog i Deerfield Beach, båda i Broward County